# Euphorbia hylonoma
Euphorbia hylonoma là một loài thực vật có hoa trong họ Đại kích. Loài này được Hand.-Mazz. mô tả khoa học đầu tiên năm 1931.